# Weißes Stängelbecherchen
Das Weiße Stängelbecherchen (Hymenoscyphus albidus) ist eine falllaubzersetzende Pilzart aus der Unterabteilung der Echten Schlauchpilze. Hymenoscyphus albidus lebt auf den Blattspindeln abgeworfener Eschenblätter und ist in feuchten Eschenwäldern häufig. Seine Fruchtkörper sind weiße becherförmige Apothecien mit einer Größe von 2 bis 7 mm. Die Art wurde 1851 erstmals als Peziza albida beschrieben.
Von 2008 bis 2010 wurde das Weiße Stängelbecherchen für die Hauptfruchtform der als Erreger des Eschentriebsterbens bekannt gewordenen Anamorphe Chalara fraxinea gehalten.
2010 wurde die neu entdeckte Hauptfruchtform von Chalara fraxinea erstmals beschrieben. Dieser Pilz ähnelt bis auf die Sporengröße morphologisch dem Weißen Stängelbecherchen und ist von ihm nur durch molekulargenetische Untersuchungsmethoden  zu unterscheiden. Er erhielt den Namen Hymenoscyphus fraxineus bzw. Falsches Weißes Stängelbecherchen.

## Nachweise
- www.waldwissen.net – Eschentriebsterben-Erreger ist eine neue Pilzart
- Queloz et al. 2010, Cryptic speciation in Hymenoscyphus albidus. Forest Pathology